# لبیوس گروئنلندیکوس
لبیوس گروئنلندیکوس (انگلیسی: Lebbeus groenlandicus) یک گونه از سخت‌پوستان و نوعی میگوهای راستین است.
در زبان ژاپنی ایبارامو ابی (میگو) نامیده می‌شود و یکی از عناصر سوشی است.